# Smutsia
Smutsia – rodzaj ssaków z rodziny łuskowcowatych (Manidae).

## Rozmieszczenie geograficzne
Rodzaj obejmuje gatunki występujące w Afryce.

## Morfologia
Długość ciała 45–81 cm, długość ogona 40–68 cm; masa ciała 5–30 kg.

## Systematyka
Rodzaj zdefiniował w 1865 roku angielski zoolog John Edward Gray w artykule poświęconym rewizji taksonomicznej szczerbaków opartej na okazach ze zbiorów Muzeum Brytyjskiego opublikowanym na łamach Proceedings of the Zoological Society of London. Na gatunek typowy Gray wyznaczył (oznaczenie monotypowe) łuskowca ziemnego (S. temminckii).

### Etymologia
Smutsia: Johannes Smuts (1775–1834), południowoafrykański zoolog.

### Podział systematyczny
Takson tradycyjnie traktowany jako podrodzaj Manis lecz duży dystans genetyczny i różnice morfologiczne przemawiają za jego statusem rodzajowym. Do rodzaju należą następujące występujące współcześnie gatunki:
| Grafika | Gatunek            | Autor i rok opisu | Nazwa zwyczajowa   | Podgatunki         | Rozmieszczenie geograficzne | Podstawowe wymiary                        | Status IUCN |
| ------- | ------------------ | ----------------- | ------------------ | ------------------ | --- | ----------------------------------------- | ----------- |
|         | Smutsia gigantea   | (Illiger, 1815)   | łuskowiec olbrzymi | gatunek monotypowy | Afryka Zachodnia (od Senegalu na wschód do Ghany) i Środkowa (od wyspy Bioko i Kamerunu na wschód do Ugandy, zachodnia Kenia i zachodnia Tanzania, na południe do północno-zachodniej Angoli); być może Dahomey Gap i południowa Nigeria       | DC: 67–81 cm DO: 58–68 cm MC: około 30 kg | EN          |
|         | Smutsia temminckii | (Smuts, 1832)     | łuskowiec ziemny   | gatunek monotypowy | nierównomiernie na otwartych terenach od wschodniego Czadu i północnej Republiki Środkowoafrykańskiej na wschód do skrajnie zachodniej Etiopii, na południe przez Afrykę Wschodnią do środkowej Angoli, Namibii i północnej Południowej Afryki | DC: 45–55 cm DO: 40–52 cm MC: 5–20 kg     | VU          |

Kategorie IUCN:  VU  – gatunek narażony,  EN  – gatunek zagrożony.
Opisano również gatunek wymarły z gelasu Europy:
- Smutsia olteniensis Terhune, Gaudin, Curran & Petculescu, 2022